# Trophée de France 1989
 (signalé en juillet 2025).
Si vous disposez d'ouvrages ou d'articles de référence ou si vous connaissez des sites web de qualité traitant du thème abordé ici, merci de compléter l'article en donnant les références utiles à sa vérifiabilité et en les liant à la section « Notes et références ».
- Archive Wikiwix
- Bing
- Cairn
- DuckDuckGo
- E. Universalis
- Gallica
- Google
- G. Books
- G. News
- G. Scholar
- Persée
- Qwant
- (zh) Baidu
- (ru) Yandex
- (wd) trouver des œuvres sur Wikidata

Navigation
Édition précédente Édition suivante
Le Trophée de France est une compétition internationale de patinage artistique qui se déroule en France au cours de l'automne. Il accueille des patineurs amateurs de niveau senior dans quatre catégories: simple messieurs, simple dames, couple artistique et danse sur glace. En 1989 il s'appelait également Trophée Lalique.
Le troisième Trophée de France est organisé du 11 au 13 novembre 1989 au palais omnisports de Paris-Bercy.

## Résultats

### Messieurs
| Rang | Nom                    | Pays                 | Points | Prog. court | Prog. libre |
| ---- | ---------------------- | -------------------- | ------ | ----------- | ----------- |
| 1    | Vyacheslav Zahorodnyuk | Union soviétique     | 1.5    | 1           | 1           |
| 2    | Grzegorz Filipowski    | Pologne              | 4.0    | 4           | 2           |
| 3    | Norman Proft           | Canada               | 4.5    | 3           | 3           |
| 4    | Daniel Doran           | États-Unis           | 5.0    | 2           | 4           |
| 5    | Frédéric Lipka         | France               | 8.5    | 5           | 6           |
| 6    | Éric Millot            | France               | 9.5    | 9           | 5           |
| 7    | Philippe Candeloro     | France               | 10.5   | 7           | 7           |
| 8    | Alessandro Riccitelli  | Italie               | 11.0   | 6           | 8           |
| 9    | Lars Dresler           | Danemark             | 13.0   | 8           | 9           |
| 10   | Daisuke Nishikawa      | Japon                | 15.5   | 11          | 10          |
| 11   | Oliver Dechert         | Allemagne de l'Ouest | 16.0   | 10          | 11          |

### Dames
| Rang | Nom              | Pays                 | Points | Prog. court | Prog. libre |
| ---- | ---------------- | -------------------- | ------ | ----------- | ----------- |
| 1    | Surya Bonaly     | France               | 2.0    | 2           | 1           |
| 2    | Holly Cook       | États-Unis           | 2.5    | 1           | 2           |
| 3    | Laëtitia Hubert  | France               | 5.0    | 4           | 3           |
| 4    | Larisa Zamotina  | Union soviétique     | 5.5    | 3           | 4           |
| 5    | Stéphanie Ferrer | France               | 7.5    | 5           | 5           |
| 6    | Atsuko Suda      | Japon                | 9.0    | 6           | 6           |
| 7    | Sandra Garde     | France               | 10.5   | 7           | 7           |
| 8    | Claudia Unger    | Allemagne de l'Ouest | 12.0   | 8           | 8           |

### Couples
| Rang | Nom                              | Pays                 | Points | Prog. court | Prog. libre |
| ---- | -------------------------------- | -------------------- | ------ | ----------- | ----------- |
| 1    | Mandy Wötzel / Axel Rauschenbach | Allemagne de l'Est   | 1.5    | 1           | 1           |
| 2    | Isabelle Brasseur / Lloyd Eisler | Canada               | 3.0    | 2           | 2           |
| 3    | Radka Kovaříková / René Novotný  | Tchécoslovaquie      | 4.5    | 3           | 3           |
| 4    | Sharon Carz / Doug Williams      | États-Unis           | 6.0    | 4           | 4           |
| 5    | Tatjana Demovic / Holer Maletz   | Allemagne de l'Ouest | 7.5    | 5           | 5           |

### Danse sur glace
| Rang | Nom                                        | Pays                 | Points | Danse imposée | Danse originale | Danse libre |
| ---- | ------------------------------------------ | -------------------- | ------ | ------------- | --------------- | ----------- |
| 1    | Anzhelika Krylova / Vladimir Leliukh       | Union soviétique     | 2.4    | 2             | 1               | 1           |
| 2    | April Sargeant Thomas / Russ Witherby      | États-Unis           | 3.6    | 1             | 2               | 2           |
| 3    | Susanna Rahkamo / Petri Kokko              | Finlande             | 6.0    | 3             | 3               | 3           |
| 4    | Dominique Yvon / Frédéric Palluel          | France               | 8.6    | 4             | 5               | 4           |
| 5    | Michelle McDonald / Mark Mitchell          | Canada               | 9.4    | 5             | 4               | 5           |
| 6    | Isabelle Sarech / Xavier Debernis          | France               | 12.0   | 6             | 6               | 6           |
| 7    | Christelle Gautier / Alberick Dalongeville | France               | 14.0   | 7             | 7               | 7           |
| 8    | Petra Zietemann / Frank Ladd-Oshiro        | Allemagne de l'Ouest | 16.0   | 8             | 8               | 8           |
| 9    | Michela Cesaro / Carlo Soave               | Italie               | 18.0   | 9             | 9               | 9           |

## Source
- Patinage Magazine N°20 (Décembre 1989-Janvier/Février 1990)